# Konrad Krebs

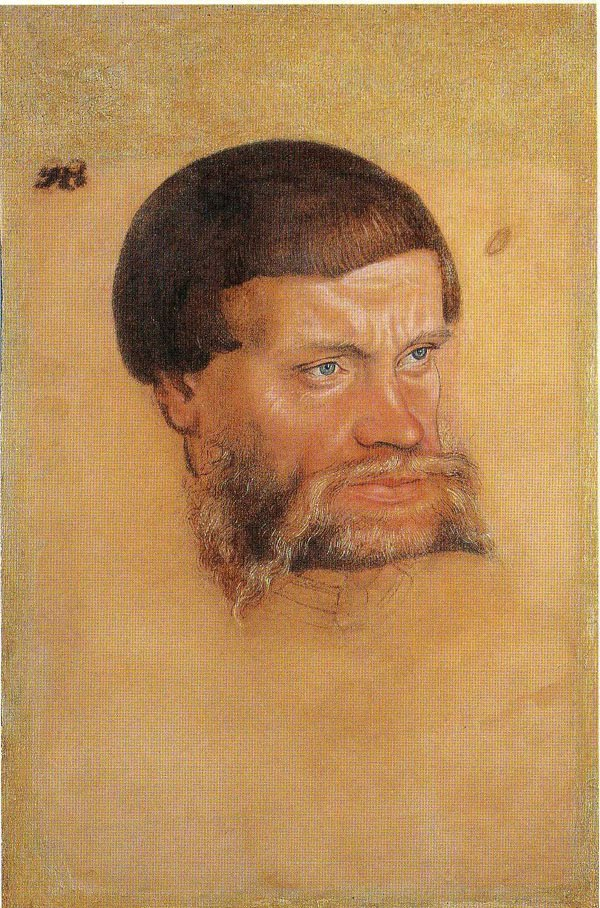
Konrad Krebs (Lucas Cranach d. Ä.)

Konrad Krebs (auch: Kunz Krebs; * 1492 wohl in Büdingen; † 1. September 1540 in Torgau) war ein deutscher Baumeister und Architekt der Spätgotik und Renaissance. In Kursachsen gilt er als der bedeutendste Architekt nach Arnold von Westfalen.

## Leben
Erstmals tritt Krebs 1520 als Baumeister des spätgotischen Langhauses der Morizkirche in Coburg in Erscheinung. 1531 schuf er auf der Veste Coburg eine Zisterne, welche mit einer Ädikula überdacht war und heute der zweitälteste Renaissancebrunnen Deutschlands ist. Seine Arbeiten schätzend, ernannte ihn der sächsische Kurfürst Johann Friedrich I. am 1. Dezember 1532 zum Landbaumeister in Torgau.
Hier errichtete er von 1533 bis 1536 im Schloss Hartenfels den Südostflügel, was als sein Hauptwerk angesehen wird. Er begann noch den Nordostturm des Schlosses auszubauen, welches nach seinem Tode von Nikolaus Gromann fortgesetzt wurde. Weitere Arbeiten kann man am Zeughaus in Gotha nachweisen, er entwarf 1537 das Berliner Stadtschloss, wirkte an einer Mühle in Torgau, war an dem Ausbau der Festungsanlagen in Wittenberg beteiligt und führte dort die Bauleitung für das Wittenberger Rathaus. Außerdem beteiligte er sich am Bau der Stadtkirche Dippoldiswalde, der Stadtkirche Burgstädt, der Pfarrkirche St. Laurentius in Crimmitschau und der Kirche St. Annen in Annaberg. 
Er wurde in der Marienkirche in Torgau beigesetzt. Sein Grab befindet sich neben dem Grab von Katharina von Bora.
Für Krebs wurde ein großes sandsteinernes Grabplatten-Epitaph angefertigt, welches sich heute im Lapidarium des Schlosses Hartenfels befindet. Dieses zeigt ihn als flaches Relief in Überlebensgröße, umgeben von einem Schriftrahmen. Das Kunstwerk wurde durch den Torgauer Bildhauer J. Diener nach einem Entwurf von Lucas Cranach d. Ä. ausgeführt.